# Craig Rice
Pour les articles homonymes, voir Rice.
Craig Rice, pseudonyme de Georgiana Ann Randolph Walker Craig, est une femme de lettres et journaliste américaine née le 5 juin 1908 à Chicago et morte le 28 août 1957 à Los Angeles. Elle est l'autrice de nouvelles et de romans policiers. Parfois décrite comme la Dorothy Parker du roman policier, elle a été le premier écrivain du genre à apparaître en couverture du Time Magazine, le 24 janvier 1946.
Elle a aussi écrit sous le pseudonyme de Daphne Sanders et Michael Venning.

## Biographie
Craig Rice « a apparemment passé la première partie de sa vie à travailler (à Chicago) à la radio et dans les relations publiques. Pendant un certain nombre d'années, elle a essayé, sans connaître la réussite, d'écrire des romans, de la poésie et de la musique. Ce n'est que lorsqu'elle a publié sa première histoire de John J. Malone, sous le nom de plume de Craig Rice, qu'elle a connu un peu de succès durement gagné ».
Graveleuses mais pleines d'humour, les histoires de Rice combinent de façon originale le genre hardboiled avec la comédie loufoque sans interdits. L'essentiel de sa production met en scène un mémorable trio de protagonistes : Jake Justus, un beau mais guère brillant attaché de presse au bon cœur ; Helene Brand, une riche héritière et une fêtarde par excellence qui boit beaucoup (elle deviendra Mme Justus dans les romans ultérieurs) ; enfin, John Joseph Malone, un avocat alcoolique de troisième ordre (bien que ses propos énigmatiques et ses habitudes vestimentaires fassent plus penser à un détective officiel ou privé tel que Columbo). Contre toute attente, et apparemment plus souvent par chance que par compétence, le trio réussit à résoudre des crimes dont les détails sont souvent burlesques et incroyables, parfois grand-guignolesques, et tous impliquant Daniel Von Flanagan, le capitaine constamment exaspéré de la brigade criminelle.
Quelques histoires mettent en scène l'équipe composée de Bingo Riggs et de Handsome Kusak, deux photographes et escrocs sans envergure qui se retrouvent impliqués dans des crimes et doivent s'en sortir en résolvant l'énigme.
Craig Rice a aussi été le nègre littéraire d'un certain nombre de célébrités comme Gypsy Rose Lee et George Sanders : son association avec Sanders est née à la suite de sa participation à l'écriture des scénarios de The Falcon's Brother (où Sanders interpréta pour la dernière fois The Falcon) et de The Falcon in Danger (The Falcon y est interprété par Tom Conway, frère de Sanders). Elle collabora avec son collègue Stuart Palmer sur des scénarios et des nouvelles ainsi qu'avec Ed McBain pour un roman dont elle a fourni les principaux personnages.
Elle eut trois enfants, deux filles et un garçon. « Craig Rice était très discrète sur sa vie privée et on en sait très peu sur le reste de sa vie - y compris le nombre de fois qu'elle s'est mariée. Les archives révèlent qu'elles s'est certainement mariée quatre fois, et qu'elle aurait même pu avoir deux autres maris». L'un de ses maris fut le poète beatnik Lawrence Lipton (en). Un lecteur de son roman Home Sweet Homicide (1944) pourrait penser qu'elle s'était inspirée par ses propres expériences avec ses enfants ; les enfants résolvent une énigme pendant que leur mère, inconsciente de leurs pitreries et de tout ce qui se passe autour d'elle, tente de finir d'écrire un roman policier. Le roman est raconté du point de vue des enfants.
Imitant le style de vie déréglé de ses personnages, Craig Rice est devenue alcoolique chronique et a fait plusieurs tentatives de suicide. Elle a aussi souffert d'une mauvaise santé, notamment la surdité d'une oreille, la cécité d'un œil et un glaucome naissant à l'autre.
Elle meurt de causes apparemment naturelles peu de temps avant son cinquantième anniversaire.

## Œuvre

### Romans

#### SérieJustus et Malone
- Eight Faces at Three (1939) Publié en français sous le titre Justus, Malone & Co., Genève, Ditis, coll. Détective-club-Suisse no 2, 1945 ; réédition, Paris, Ditis, coll. Detective Club no 6, 1947 ; réédition, Paris, J'ai lu policier no 31, 1965 ; réédition, Paris, Librairie des Champs-Élysées, coll. Le Masque no 1862, 1986 ; réédition dans Craig Rice, vol.1, Paris, Librairie des Champs-Élysées, coll. Les Intégrales du Masque, 1994
- The Corpse Steps Out (1940) Publié en français sous le titre Malone et le cadavre en fuite, Paris, J'ai lu policier no 54, 1967 ; réédition, Paris, Librairie des Champs-Élysées, coll. Le Masque no 1881, 1987 ; réédition dans Craig Rice, vol.1, Paris, Librairie des Champs-Élysées, coll. Les Intégrales du Masque, 1994
- The Wrong Murder (1940) Publié en français dans une autre traduction sous le titre Malone est à la noce, Paris, J'ai lu policier no 83, 1968 ; réédition, Paris, Librairie des Champs-Élysées, coll. Le Masque no 1962, 1989 ; réédition dans Craig Rice, vol.1, Paris, Librairie des Champs-Élysées, coll. Les Intégrales du Masque, 1994
- The Right Murder (1941) Publié en français sous le titre Malone cherche le 114, Genève, Ditis, coll. Detective Club-Suisse no 9, 1945 ; réédition, Paris, Ditis, coll. Detective Club no 85, 1954 ; réédition, Paris, J'ai lu policier no 57, 1967 ; réédition, Paris, Librairie des Champs-Élysées, coll. Le Masque no 1899, 1987 ; réédition dans Craig Rice, vol.1, Paris, Librairie des Champs-Élysées, coll. Les Intégrales du Masque, 1994
- Trial by Fury (1941) Publié en français sous le titre Malone quitte Chicago, Genève, Ditis, coll. Detective Club-Suisse no 16, 1946 ; réédition, Paris, Ditis, coll. Detective Club no 91, 1954 ; réédition, Paris, J'ai lu policier no 70, 1968 ; réédition, Paris, Librairie des Champs-Élysées, coll. Le Masque no 1924, 1988 ; réédition dans Craig Rice, vol.1, Paris, Librairie des Champs-Élysées, coll. Les Intégrales du Masque, 1994
- The Big Midget Murders (1942) Publié en français sous le titre Crimes dans la soie, Paris, Nicholson & Watson, coll. La Tour de Londres no 12, 1948 Publié en français dans une autre traduction sous le titre Malone met le nain au violon, Paris, J'ai lu policier no 83, 1968 ; réédition, Paris, Librairie des Champs-Élysées, coll. Le Masque no 1962, 1989 ; réédition dans Craig Rice, vol.1, Paris, Librairie des Champs-Élysées, coll. Les Intégrales du Masque, 1994
- Having Wonderful Crime (1943) Publié en français sous le titre Malone à Manhattan, Genève, Ditis, coll. Detective Club-Suisse no 26, 1947 ; réédition, Paris, Librairie des Champs-Élysées, coll. Le Masque no 2167, 1994
- The Lucky Stiff (1945) Publié en français sous le titre Malone et le fantôme, Genève, Ditis, coll. Detective Club-Suisse no 38, 1948 ; réédition, Paris, Librairie des Champs-Élysées, coll. Le Masque no 2297, 1994
- The Fourth Postman (1948) Publié en français sous le titre Comme une lettre à la poste, Genève, Ditis, coll. Detective Club-Suisse no 76, 1951 ; réédition, Paris, Ditis, coll. Detective Club no 45, 1951
- My Kingdom for a Hearse (1957)
- Knocked for a Loop (1957), roman posthume Publié en français sous le titre T comme traquenard, Paris, Denoël, coll. Super Crime-club no 202, 1962
- The Name is Malone (1958), recueil de nouvelles posthume
- People vs. Withers and Malone (1963), recueil de nouvelles posthume, complété par Stuart Palmer qui y fait apparaître son héroïne Hildegarde Withers
- But the Doctor Died (1967), roman posthume
- Murder, Mystery and Malone (2002), recueil de nouvelles posthume

#### SérieRiggs et Kusak
- The Sunday Pigeon Murders (1942) Publié en français sous le titre Le Pigeon du dimanche, Genève, Ditis, coll. Detective Club-Suisse no 33, 1947
- The Thursday Turkey Murders (1943) Publié en français sous le titre Le Dindon de jeudi, Genève, Ditis, coll. Detective Club-Suisse no 45, 1948
- The April Robin Murders (1958), roman posthume, achevé en grande partie par Ed McBain Publié en français sous le titre Cinéma et duplicité, Paris, Presses de la Cité, coll. Un mystère no 472, 1959 ; réédition, Paris, Presses de la Cité, coll. Mystère no 153, 1971

#### Autres romans
- The G-String Murders (1941), publié sous le nom de l'effeuilleuse Gypsy Rose Lee Publié en français sous le titre Mort aux femmes nues !, Paris, S.E.P.E., coll. Soir-Police, 1950 ; réédition, Paris, Fayard, coll. L'Aventure criminelle no 147, 1963 ; réédition, Paris, Librairie des Champs-Élysées, coll. Le Masque no 1893, 1987
- Mother Finds a Body (1942), publié sous le nom de l'effeuilleuse Gypsy Rose Lee Publié en français sous le titre Madame mère et le macchabée, Paris, S.E.P.E., coll. Soir-Police, 1950 ; réédition, Paris, Librairie des Champs-Élysées, coll. Le Masque no 1918, 1988
- Telefair (1942)
- The Man who Slept All Day (1942), signé Michael Venning
- Murder Through the Looking Glass (1943), signé Michael Venning
- To Catch a Thief (1943), signé Daphne Sanders
- Jethro Hammer (1944), signé Michael Venning
- Home Sweet Homicide (1944) Publié en français sous le titre Maman déteste la police, Genève, Ditis, coll. Detective Club-Suisse no 42, 1948 ; réédition, Paris, Ditis, coll. Detective Club no 69, 1953 ; réédition, Paris, Ditis, coll. La Chouette no 18, 1956 ; réédition, Paris, J'ai lu policier no 7, 1964 ; réédition, Paris, Librairie des Champs-Élysées, coll. Le Masque no 1835, 1986
- Crime on My Hands (1944), publié sous le nom de l'acteur George Sanders
- Innocent Bystander (1949) Publié en français sous le titre Et pourtant elle tourne !, Paris, Gallimard, Série noire no 533, 1959

### Nouvelles

#### Nouvelles de la sérieJustus et Malone
- His Heart Could Break ou Hanged Him in the Mornin' (1943) Publié en français sous le titre Son cœur pouvait se casser, Paris, Opta, Mystère magazine no 2, février 1948 ; réédition Paris, Opta, Mystère magazine no 264, février 1970 ; réédition dans 25 Histoires de chambres closes, Paris, L'atalante 1997
- Dead Men's Shoes ou The Bad Luck Murders (1943) Publié en français sous le titre Mr Bradley aide les clochards, Paris, Opta, Mystère magazine no 41, juin 1951 Publié en français dans une autre traduction sous le titre La Poisse et l'assassin, dans Histoires d'arnaqueurs, Paris, Pocket no 3224, 1989
- Murder in Chicago (1945) Publié en français sous le titre Crime à Chicago, dans Meurtres pour de vrai, Paris, Gallimard, Série Noire no 2344, 1994
- Goodbye, Goodbye! (1946) Publié en français sous le titre Adieu ! Adieu !..., Paris, Opta, Mystère magazine no 6, juin 1948
- Once Upon a Train (1950), en collaboration avec Stuart Palmer Publié en français sous le titre Il était une voie, Paris, Opta, Mystère magazine no 100, juin 1956 ; réédition dans Anthologie de la littérature policière, Paris, Ramsay, 1980 ; réédition dans Trains rouges, Julliard, coll. La Bibliothèque criminelle, 1990
- Cherchez la Frame (1951), en collaboration avec Stuart Palmer Publié en français sous le titre Cherchez la trame, Paris, Opta, Mystère magazine no 109, mars 1957
- Goodbye Forever (1951) Publié en français sous le titre Quatre mauvaises notes, Paris, Opta, Mystère magazine no 62, mars 1953
- Malone is Dead - Long Live Malone (1952)
- And the Birds Still Sings (1952) Publié en français sous le titre Et les oiseaux chantent toujours, Paris, Opta, Mystère magazine no 80, septembre 1954 ; réédition, Paris, Opta, L'Anthologie du Mystère no 2, 1962
- Tears of Evil (1953) Publié en français sous le titre Noces de cristal, Paris, Fayard, Le Saint détective magazine no 86, avril 1962
- The Man Who Swallowed a Horse ou  The Dead Mr. Duck (1953) Publié en français sous le titre L'homme qui avait avalé un cheval, Paris, Opta, Mystère magazine no 140, septembre 1959
- The End of Fear (1953) Publié en français sous le titre Échec à la peur, Paris, Opta, Suspense no 10, janvier 1957
- Life Can Be Horrible (1953) Publié en français sous le titre Catch as catch can, Paris, Fayard, Le Saint détective magazine no 80, octobre 1961
- Smoke Rings ou Motive (1953) Publié en français sous le titre Des ronds de fumée, Paris, Opta, Mystère magazine no 162, juillet 1961
- I'm a Stranger Here Myself (1954) Publié en français sous le titre Quatre hommes en un seul, Paris, Opta, Anthologie du Suspense no 1, 1964 Publié en français dans une autre traduction sous le titre Les Quatre-Quarts, dans Histoires pleines de dommages et d'intérêts, Paris, Le Livre de poche no 9608, 1993
- The Little Knife That Wasn't There ou Malone and the Missing Weapon (1954) Publié en français sous le titre L'Arme du crime, Paris, Opta, Mystère magazine no 168, janvier 1962
- I'll See You in My Dreams (1954)
- No Vacancies (1954)
- Autopsy and Eva (1954), en collaboration avec Stuart Palmer Publié en français sous le titre Ève aux abois, Paris, Opta, Mystère magazine no 120, janvier 1958
- Murder in the Family (1954) Publié en français sous le titre Crime dans la famille, Paris, Fayard, Le Saint détective magazine no 5, juillet 1955
- Flowers to the Fair (1954) Publié en français sous le titre Des fleurs pour une beauté, Paris, Opta, Suspense no 13, avril 1957
- Shot in the Dark (1955) Publié en français sous le titre Un cadavre dans la nuit, Paris, Opta, Suspense no 24, mars 1958
- Beyond the Shadow of a Dream (1955) Publié en français sous le titre L'Ombre d'un rêve, Paris, Opta, Mystère magazine no 113, juin 1957
- Rift in the Loot (1955), en collaboration avec Stuart Palmer Publié en français sous le titre Laitue braisée, Paris, Opta, Mystère magazine no 145, février 1960
- The Frightened Millionaire (1956) Publié en français sous le titre Un million de dommages et intérêts, Paris, Fayard, Le Saint détective magazine no 26, mars 1957
- No, Not Like Yesterday (1956) Publié en français sous le titre Les temps ont bien changé, Paris, Fayard, Le Saint détective magazine no 41, juillet 1958
- Cheese It, the Corpse! (1957)
- One More Clue (1958)
- The Very Groovy Corpse (1958) Publié en français sous le titre Une fille et trois garçons, Paris, Fayard, Le Saint détective magazine no 58, décembre 1959
- Withers and Malone, Brain Stormers (1958), en collaboration avec Stuart Palmer Publié en français sous le titre Idées de génie en tout genre, Paris, Opta, Mystère magazine no 212, septembre 1965
- They're Trying to Kill Me (1959) Publié en français sous le titre Pourquoi veulent-ils ma mort, Paris, Fayard, Le Saint détective magazine no 69, novembre 1960
- Wry Highball (1959) Publié en français sous le titre Un whisky frelaté, Paris, Opta, Mystère magazine no 169, février 1962
- The Butler Who Didn't Do It (1960) Publié en français sous le titre Le Pourquoi de la chose, Paris, Opta, Alfred Hitchcock Magazine no 58, février 1966
- Hard Sell (1960)
- Withers and Malone, Crime-Busters (1963) en collaboration avec Stuart Palmer Publié en français sous le titre Hildegarde soigne Malone, Paris, Opta, Mystère magazine no 201, octobre 1964

#### Autres nouvelles
- Case of the Vanishing Blonde (1945), en collaboration avec Mark Hope Publié en français sous le titre L'Affaire de la blonde disparue, Paris, André Jaeger, Super Policier Magazine no 3, mars 1954
- Lady's Day at the Morgue (1952) Publié en français sous le titre La Meurtrière voilée, Paris, Fayard, Le Saint détective magazine no 51, mai 1959
- Dogs Bites Man (1953)
- Death in the Moonlight (1953)
- Don't Go Near (1953) Publié en français sous le titre Défense d'approcher !, Paris, Opta, Suspense no 18, septembre 1957
- Quiet Day in the County Jail (1953)
- The Last Man Alive (1953) Publié en français sous le titre Le Seul Survivant, Paris, Fayard, Le Saint détective magazine no 101, juillet 1963
- Murder Marches On ! (1953)
- ...And Be Merry (1954)
- Mrs. Schultz is Dead (1955) Publié en français sous le titre Madame Schultz est morte, Paris, Fayard, Le Saint détective magazine no 11, janvier 1956
- Dead Men Spend No Cash (1956)
- The Quiet Life (1956)
- Sixty Cents' Worth of Murder (1957)
- The Green Menace (1958)
- The Fall of "The House of Deuteronomy" (1961) Publié en français sous le titre Les Ouailles du prophète, Paris, Fayard, Le Saint détective magazine no 77, juillet 1961
- The Case of the Common Cold (1964) Publié en français sous le titre Un rhume de cerveau, Paris, Fayard, Le Saint détective magazine no 113, juillet 1964

## Filmographie

### Scénarios
- 1942 : The Falcon's Brother (en), film américain réalisé par Stanley Logan, avec George Sanders. Scénario original de Craig Rice
- 1943 : The Falcon in Danger (en), film américain réalisé par William Clemens, avec Jean Brooks et Tom Conway. Scénario de Craig Rice.

### Adaptations
- 1945 : Having Wonderful Crime, film américain réalisé par A. Edward Sutherland
- 1946 : Maman déteste la police (Home Sweet Homicide), film américain réalisé par Lloyd Bacon
- 1948 : Tenth Avenue Angel, film américain réalisé par Roy Rowland, avec Angela Lansbury
- 1949 : The Lucky Stiff (en), film américain réalisé par Lewis R. Foster, avec Dorothy Lamour, Brian Donlevy et Claire Trevor
- 1950 : The Underworld Story, film américain réalisé par Cy Endfield, avec Dan Duryea
- 1950 : Mrs. O'Malley and Mr. Malone, film américain réalisé par Norman Taurog, d'après une nouvelle de Craig Rice et Stuart Palmer, avec James Whitmore
- 1953 : The Eddie Cantor Story (en), film américain réalisé par Alfred E. Green, avec Keefe Brasselle

## Radio
- The Amazing Mr. Malone (ou Murder and Mr. Malone), série d'épisodes de 30 minutes sur ABC (1948), puis NBC (1951).

## Télévision
- The Amazing Mr. Malone (1951–1952), 13 épisodes de 30 minutes. Lee Tracy y incarne John J. Malone